# Guillaume Tell (film, 1911)
 (juillet 2025).
Pour les articles homonymes, voir Guillaume Tell (homonymie).
Pour plus de détails, voir Fiche technique et Distribution.
Guillaume Tell (titre original : Guglielmo Tell) est un film italien réalisé par Ugo Falena, sorti en 1911. 
Ce film muet en noir et blanc est l'adaptation cinématographique d'une pièce de Friedrich von Schiller, Wilhelm Tell (1804), qui met en scène Guillaume Tell, héros de l'indépendance suisse.

## Fiche technique
- Titre original : Guglielmo Tell
- Réalisation : Ugo Falena
- Scénario : Ugo Falena
- Histoire : Friedrich von Schiller, d'après son œuvre Wilhelm Tell
- Société de production : Film d'Arte Italiana
- Société de distribution : Film d'Arte Italiana (Italie) ; Pathé Frères (France)
- Pays d'origine :  Royaume d'Italie
- Langue : italien
- Format : Noir et blanc – 1,33:1 – 35 mm – Muet
- Genre : film épique
- Longueur de pellicule : 325 m (1 bobine)
- Année : 1911
- Dates de sortie :
  -  Royaume d'Italie : 1911
  -  Empire allemand : 22 juillet 1911
  -  Royaume-Uni : 22 juillet 1911
  -  France : 4 août 1911
  -  Espagne : 7 août 1911
  -  États-Unis : 21 décembre 1911
- Autres titres connus :
  -  Empire allemand : Wilhelm Tell
  -  Royaume-Uni : William Tell
  -  Espagne : Guillermo Tell

## Distribution
- Giuseppe Kaschmann
- Bianca Lorenzoni